# Andreas Kornhuber
Andreas Kornhuber ou Georg Andreas von Kornhuber, né le 24 août 1824 à Kematen an der Krems en Haute-Autriche et mort le 21 avril 1905 à Vienne, est un naturaliste et paléontologue autrichien.

## Biographie et recherches
Andreas Kornhuber étudie à l'université de Salzbourg, où il obtient son doctorat en philosophie en 1845 ; en 1850, il obtient son  doctorat de médecine à l'université de Vienne, où il a eu comme professeurs Josef Hyrtl et Stephan Ladislaus Endlicher ; il étudie également la médecine vétérinaire et en 1851, obtient une maîtrise en pharmacie.
Après avoir occupé un poste d'adjoint à l'Institut de médecine vétérinaire de Vienne, il enseigne de 1852 à 1860 l'histoire naturelle à l'École secondaire supérieure de Presbourg. De 1861 à sa retraite en 1895, il est professeur de géologie et de botanique à l'université technique de Vienne. En 1879-1880, il en est élu recteur. Il a eu comme étudiants Franz Toula et Anton Heimerl, et a compté parmi ses assistants Gustav von Hayek et Josef Emanuel Hibsch.
Kornhuber est l'un des premiers à décrire la flore et l'écologie de la région de Seewinkel dans le Burgenland ; il publie des travaux sur Bratislava et ses environs.
Il a également mené des recherches paléontologiques sur des reptiles disparus : il est le premier à décrire des genres de la super-famille des mosasaures : 
- Hydrosaurus lesinensis en 1873 (renommé Pontosaurus lesinensis (en)[3]),
- Carsosaurus marchesetti en 1893,
- Opetiosaurus bucchichi en 1901.

Il décrit Carsosaurus à partir d'un squelette unique et presque complet, découvert dans le plateau du Karst, près de Komen en actuelle Slovénie, conservé au Civico Museo di Storia Naturale di Trieste (en) ; à ce « beau et mémorable lézard du Karst », selon ses propres termes, il donne le nom générique Carsosaurus et choisit l'épithète spécifique  en l'honneur du directeur du musée, Carlo Marchesetti (it).
Kornhuber est nommé en 1901, membre d'honneur de la Société zoologique et botanique. Il meurt en 1905 à l'âge de 80 ans et est enterré à Bratislava.

## Publications
- Beitrag zur Kenntniss der klimatischen Verhältnisse Presburg's: Mit zwei chromolithographischen Tafeln, 1858 Lire en ligne.
- Bemerkungen über das Vorkommen der Fische um Presburg und an einigen anderen Orten Ungerns, 1863.
- « Über einen neuen fossilen Saurier aus Lesina », Abhandlungen der k.k. geologischen Reichsanstalt, no 5,‎ 1873, p. 75-90.
- « Botanische Ausflüge in die Sumpfniederung des “Wasen” (“Hanság”) », Verhandlungen der zoologisch-botanischen Gesellschaft in Wien, no 35,‎ 1886, p. 619–656.
- « Carsosaurus marchesettii, ein neuer fossiler Lacertilier aus den Kreideschichten des Karstes bei Komen », Abhandlungen der k.k. geologischen Reichsanstalt, vol. 17, no 3,‎ 1893, p. 1-15 |lire en ligne (traduction en anglais).
- « Opetiosaurus Bucchichi, eine neue Fossile Eidechse aus der unteren Kreide von Lesina in Dalmatien », Abhandlungen der k.k. geologischen Reichsanstalt, vol. 17, no 5,‎ 1901, p. 1-24.
- « Über das Hansäg-Moor und dessen Torf », Verhandlungen des Vereine für Naturkunde zu Presburg, no 13,‎ 1902 (lire en ligne).